# Flaga gminy Żegocina
Flaga Gminy Żegocina – jeden z symboli Gminy Żegocina w postaci flagi, ustanowiony przez radę gminy w Żegocinie 2 czerwca 1998.

## Wygląd i symbolika
Flaga składa się z trzech kolorów: niebieskiego, żółtego i czerwonego; pośrodku Herb gminy Żegocina.

## Historia
Z inicjatywą utworzenia flagi gminy wystąpiła rada sołecka wsi Żegocina, a opracowania flagi podjął się żegociński radny Franciszek Koszyk. Podczas imprezy „Powitanie lata” 1999 odbyło się poświęcenie flagi, a następnie jej wciągnięcie na maszt znajdujący się przed budynkiem Urzędu Gminy. Trójkolorową: niebiesko–żółto–czerwoną flagę (na pasie żółtym znajduje się dodatkowo herb gminy – Topór) jako pierwszy wciągnął na maszt radny Franciszek Koszyk, a w asyście wystąpili: Wójt Gminy Jerzy Błoniarz, Przewodniczący Rady Gminy Jan Marcinek, proboszcz, prałat Antoni Poręba oraz sołtys Żegociny Bolesław Łękawa.
Zasady wywieszania flagi określa przyjęty przez Radę Gminy „Protokół flagowy”.